# Dacrydium comosum
Dacrydium comosum är en barrträdart som beskrevs av Edred John Henry Corner. Dacrydium comosum ingår i släktet Dacrydium, och familjen Podocarpaceae. IUCN kategoriserar arten globalt som starkt hotad. Inga underarter finns listade i Catalogue of Life.